# Pokój w Amasya
Pokój w Amasya – traktat pokojowy podpisany 29 maja 1555 w Amasya przez Safawidów i Imperium Osmańskie i obowiązujący przez około dwadzieścia lat.
Po zwycięstwie Osmanów na Czałdyran w 1514 r. Safawidzi unikali otwartej konfrontacji i stosowali taktykę opóźnienia i spalonej ziemi. Osmanie najeżdżali terytorium Iranu, ale za każdym razem trudności z zaopatrzeniem i ataki partyzanckie uniemożliwiały dłuższy pobyt wojsk. Ostatecznie z powodu wyczerpywania zasobów i strat w ludziach obie strony zaczęły dążyć do zawarcia układu.
6 sierpnia 1554 r. Safawidzi wysłali tureckiego jeńca z ofertą pokojową do obozu osmańskiego w pobliżu Doğubayazıt, a 28 sierpnia oficjalny wysłannik szacha dotarł do Erzurum, gdzie obozował sułtan Sulejman Wspaniały. Oferta została przyjęta przez Turków, ponieważ byli zajęci walkami z Habsburgami na zachodniej granicy.
29 maja 1555 r. w obozie Sulejmana w Amasyi podpisano traktat, w którym Safawidzi uznali osmańską suwerenność i wspólną granicę oraz zobowiązali się utrzymywać stosunki dobrosąsiedzkie. Osmanowie natomiast zapewnili irańskim pielgrzymom bezpłatny dostęp do Mekki, Medyny, Karbali i Nadżafu. Traktat z Amasya pozwolił Osmanom poświęcić się walkom na zachodzie i problemom wewnętrznym, a Safawidzi mogli dzięki niemu skonsolidować swoje panowanie.
Pokój był utrzymywany przez obie strony aż do śmierci szacha Tahmaspa I w 1576 r., kiedy wynikły z tego zdarzenia kryzys w Iranie zachęcił Turków do okupowania tych regionów Kaukazu, o które obie strony walczyły wcześniej.